# Lancia Sibilo

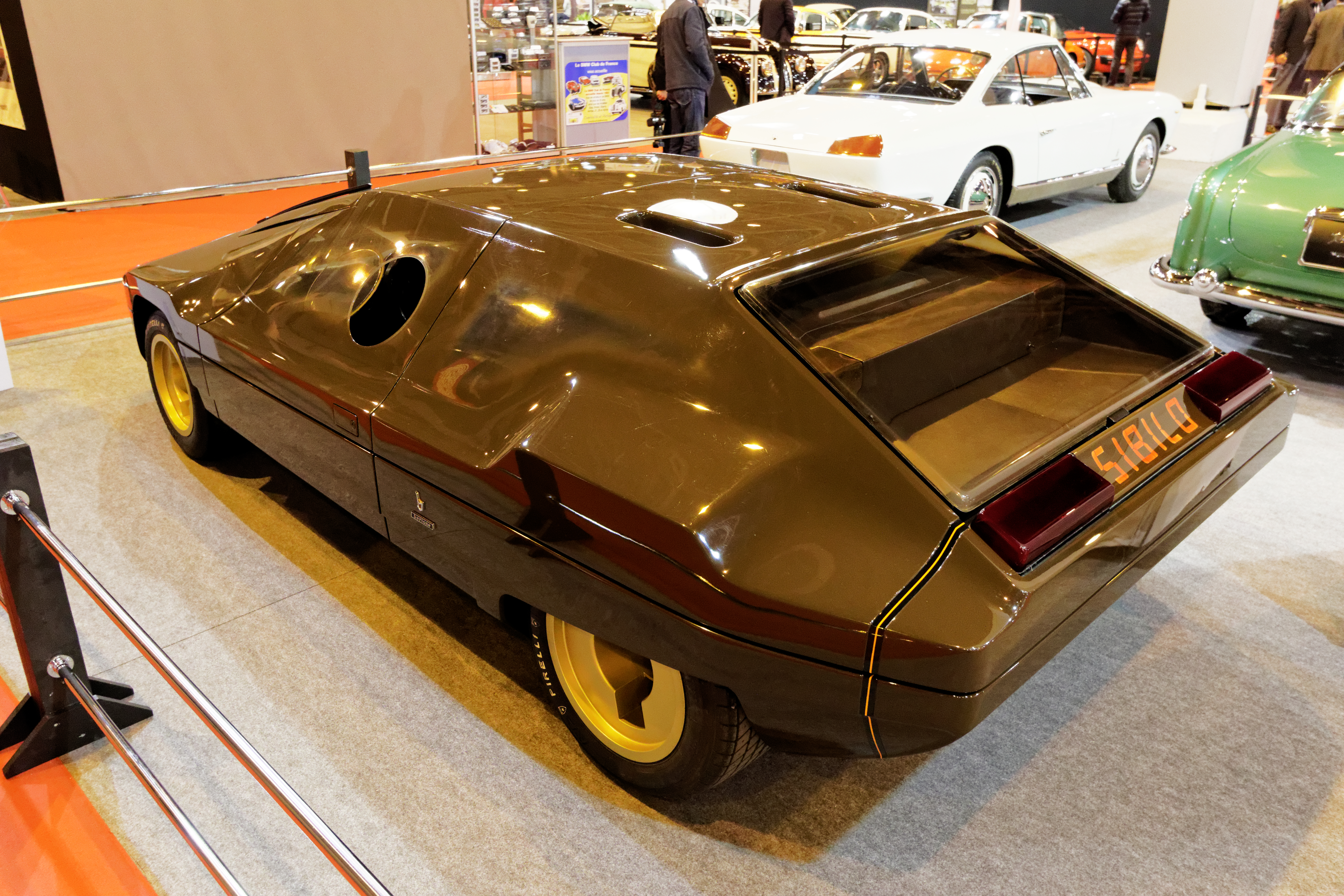

Lancia Sibilo es un prototipo de automóvil de la marca italiana Lancia y la compañía de diseño Bertone, presentado en el año de 1978 en el Salón del Automóvil de Turín. Este modelo fue realizado sobre la base del Lancia Stratos.  

## Características
El Sibilo es diseñado y construido por Bertone usando el chasis del Lancia Stratos, aunque cuatro pulgadas más largo. A nivel de diseño, destacaban sus líneas afiladas y aerodinámicas, con ventanas de plástico que se fusionaban a la perfección en la carrocería, creando una estructura uniforme. Una pequeña porción circular de las ventanas laterales se podía mover eléctricamente para airear el habitáculo. Presentaba un solo limpiador de parabrisas que hacía un gran barrido vertical. Los Faros retráctiles eran de tipo circular y estaban adornados con una pestaña final.
En el interior, el volante era anatómicamente diseñado para adaptarse a la adherencia natural de la mano. La instrumentación era de tipo digital y estaba colocada en el centro del salpicadero, cerca del punto donde el salpicadero y el parabrisas se encuentran, para minimizar la distracción del conductor. El vehículo fue presentado en color marrón claro en el Salón del Automóvil de Turín de 1978. Presentaba un motor V6 de 2.484 cc ya utilizado en Ferrari Dino